# TruShift

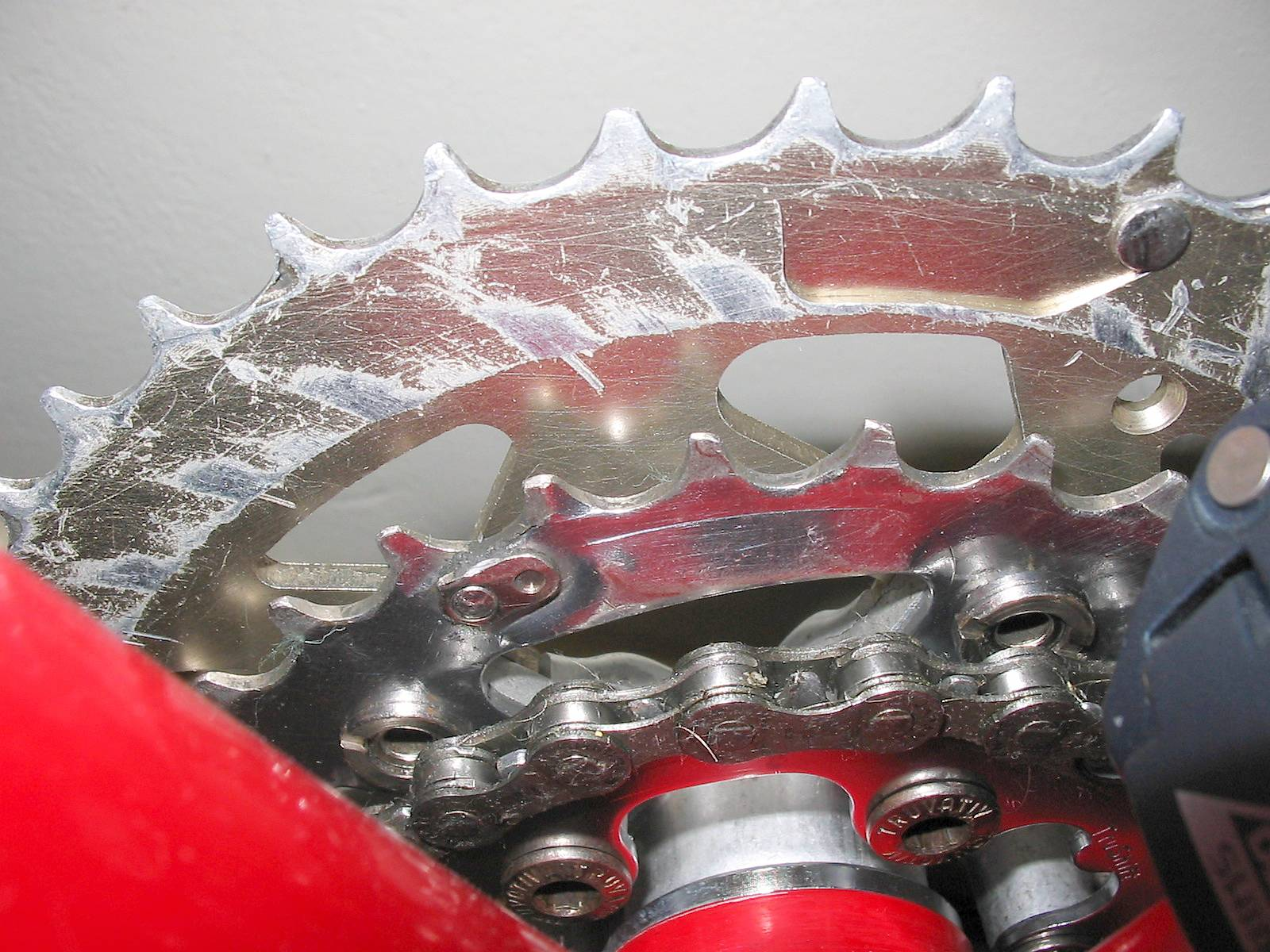
Zębatki TruShift

TruShift – system wspomagania zmiany biegów stosowany przez producenta części rowerowych TruVativ. Odnosił się do zębatek mechanizmu korbowego. Po przejęciu firmy przez amerykańską korporację SRAM, TruShift został zastąpiony przez PowerGlide opracowany wcześniej przez Sachsa.
Zęby koronek TruShift były odpowiednio wyprofilowane i ścięte dla ułatwienia opuszczenia ich przez łańcuch podczas zmiany biegu. Położenie tych zębów zostało tak dobrane, by napięcie łańcucha było w nich jak najmniejsze, czyli w chwili gdy korby są niemal prostopadłe do gruntu. Duże i średnie zębatki są wyposażone w dodatkowe stalowe nity, które pomagały na nie wciągać łańcuch.